# جيمي ستون
جيمي ستون (بالإنجليزية: Jamie Stone)‏ هو سياسي بريطاني، ولد في 16 يونيو 1954 في إدنبرة في المملكة المتحدة. حزبياً، نشط في Scottish Liberal Democrats ‏ والديمقراطيون الليبراليون.

## مناصب
- في الانتخابات التشريعية البريطانية 2017، انتخب عضو برلمان المملكة المتحدة الـ57 عن دائرة كيثنيس، سوذرلاند وإيستر روس وقد انضم خلال فترته النيابية ‏ (8 يونيو 2017 – )  للكتلة البرلمانية الديمقراطيون الليبراليون.
- في الانتخابات النيابية العمومية الاسكتلندية 2007 [الإنجليزية]‏، انتخب عضو البرلمان الاسكتلندي الثالث ‏ عن دائرة Caithness, Sutherland and Easter Ross (Scottish Parliament constituency) [الإنجليزية]‏ وقد انضم خلال فترته النيابية [الإنجليزية]‏ (3 مايو 2007 – 22 مارس 2011)  للكتلة البرلمانية Scottish Liberal Democrats [الإنجليزية]‏.
- في الانتخابات النيابية العمومية الاسكتلندية 2003 [الإنجليزية]‏، انتخب عضو البرلمان الاسكتلندي الثاني ‏ عن دائرة Caithness, Sutherland and Easter Ross (Scottish Parliament constituency) [الإنجليزية]‏ وقد انضم خلال فترته النيابية [الإنجليزية]‏ (1 مايو 2003 – 2 أبريل 2007)  للكتلة البرلمانية Scottish Liberal Democrats [الإنجليزية]‏.
- في الانتخابات النيابية العمومية الاسكتلندية 1999 [الإنجليزية]‏، انتخب عضو البرلمان الاسكتلندي الأول ‏ عن دائرة Caithness, Sutherland and Easter Ross (Scottish Parliament constituency) [الإنجليزية]‏ وقد انضم خلال فترته النيابية [الإنجليزية]‏ (6 مايو 1999 – 31 مارس 2003)  للكتلة البرلمانية Scottish Liberal Democrats [الإنجليزية]‏.